# Circuit FIDE 2023
Navigation
Circuit FIDE 2024
Le Circuit FIDE 2023 comprend les meilleurs tournois d'échecs qui se terminent en 2023 et qui sert de voie de qualification pour le Tournoi des Candidats 2024. Les joueurs reçoivent des points en fonction de leurs performances et de la force du tournoi. Le score final d'un joueur sur le circuit est la somme de ses cinq meilleurs résultats de l'année. Le vainqueur du Circuit 2023 se qualifie pour le Tournoi des Candidats 2024 à Toronto au Canada, dont le vainqueur se qualifie pour le Championnat du Monde d'Échecs 2024.

## Éligibilité au tournoi
Un tournoi standard individuel classé par la FIDE est éligible pour le circuit s'il répond aux critères suivants:
1. Terminé au cours de l’année civile 2023.
2. A au moins 8 joueurs.
3. A au moins 7 tours (3 tours pour les épreuves à élimination directe).
4. Les 8 (huit) joueurs les mieux notés ont une note standard moyenne d'au moins 2550 au début du tournoi. Ce quotient est appelé TAR (note moyenne du tournoi).
5. Les joueurs représentent au moins 3 fédérations nationales.
6. Pas plus de 50 % des 20 joueurs les mieux notés (ou tous les joueurs s'il y en a moins de 20) ne doivent représenter une fédération.

Le Circuit FIDE inclut également les tournois suivants comme éligibles:
- Championnats nationaux qui répondent aux points 1 à 4 des critères ci-dessus.
- Championnat du monde rapide.
- Championnat du monde de blitz.
- Championnats continentaux rapides.
- Championnats continentaux de blitz.
- Autres tournois Rapid et Blitz répondant aux mêmes critères ci-dessus, sauf que le quotient TAR doit être d'au moins 2700 en classement standard.

## Système de points

### Points d'événement
Les points du circuit FIDE obtenus par un joueur lors d'un tournoi seraient calculés comme suit:
{\displaystyle P=B\times k\times w}
où:
- {\displaystyle P} - Points obtenus par joueur du tournoi
- {\displaystyle B} - Points de base
- {\displaystyle k} - Facteur de force du tournoi, calculé comme {\displaystyle k=(TAR-2500)/100}
- {\displaystyle w} - Pondération du tournoi
  - 1.0 - Tournois classiques standards
  - 0.8 - Championnats du monde rapides
  - 0.6 - Championnats du monde de blitz et autres tournois rapides éligibles
  - 0.5 - Tournois mixtes Rapid & Blitz éligibles
  - 0.4 - Tournois Blitz éligibles

### Points de base
Les points de base pour un tournoi sont attribués si les joueurs se classent (ou sont à égalité) parmi les 8 premiers, à condition que le classement se situe dans la moitié supérieure du tournoi, ou au moins au troisième tour pour les tournois à élimination directe.
| 1er | 2ème | 3ème | 4ème | 5ème | 6ème | 7ème | 8ème |
| --- | ---- | ---- | ---- | ---- | ---- | ---- | ---- |
| 10  | 8    | 7    | 6    | 5    | 4    | 3    | 2    |

En cas d'égalité, les points de base seront calculés comme 50 % des points du classement final tel que déterminé par les règles de tie-break du tournoi, plus 50 % de la somme des points de base attribués pour les places à égalité divisée par le nombre de joueurs à égalité. Si aucune règle de tie-break n’est appliquée, les points de base doivent être partagés à 100 % de manière égale entre tous les joueurs à égalité.

### Points lors de la Coupe du Monde FIDE
Concernant la Coupe du Monde FIDE 2023, les points sont attribués comme ci-dessus avec les modifications suivantes :
- Tous les quarts de finalistes perdants reçoivent 5 points de base.
- 2 points supplémentaires sont ajoutés aux points finaux de tous les 8 premiers.

### Total du joueur
Le total des points d'un joueur pour le classement est la somme de ses 5 meilleurs tournois, dont au moins 4 événements doivent être joués avec des contrôles horaires standard. Les tournois qui pourraient être inclus dans les résultats des joueurs sont les suivants:
- Tournois officiels de la FIDE.
- Championnats nationaux.
- Autres tournois éligibles, limités à un événement par pays hôte.

## Tournois
Tournois éligibles à compter du 22 août 2023.

## Classements
A fin 2023, le meilleur joueur du Circuit se qualifiera pour le Tournoi des Candidats 2024, à condition d'avoir disputé 5 tournois éligibles, dont au moins 4 en contrôles horaires standard et qui n'a pas pu se qualifié par d'autres moyens (Championnat précédent, Coupe du monde d'échecs ou Grand Suisse)